# Alfred C. Harmer

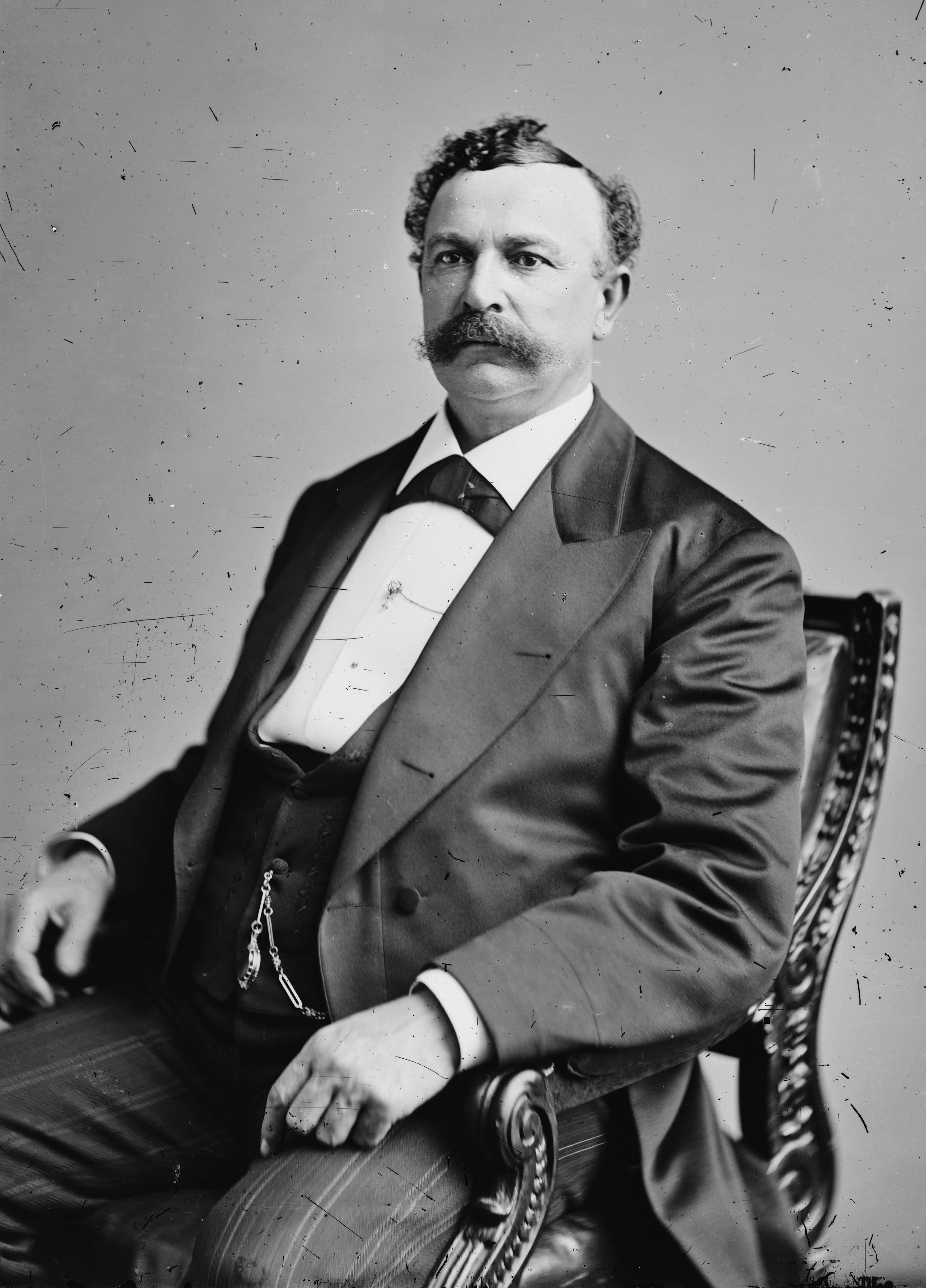
Alfred C. Harmer

Alfred Crout Harmer (* 8. August 1825 in Germantown, Pennsylvania; † 6. März 1900 ebenda) war ein US-amerikanischer Politiker. Zwischen 1871 und 1875 sowie nochmals von 1877 bis 1900 vertrat er den Bundesstaat Pennsylvania im US-Repräsentantenhaus.

## Werdegang
Alfred Harmer wurde am 8. August 1825 in Germantown, einem heutigen Stadtteil von Philadelphia, geboren. Er besuchte die öffentlichen Schulen seiner Heimat und die Germantown Academy. Danach arbeitete er als Schuhmacher. Später wurde er auch im Handel tätig. Harmer engagierte sich auch im Eisenbahngeschäft und im Kohlehandel. Gleichzeitig schlug er als Mitglied der Republikanischen Partei eine politische Laufbahn ein. Zwischen 1856 und 1860 saß er im Stadtrat von Philadelphia; und von 1860 bis 1863 war er als Recorder of Deeds dort Urkundsbeamter.
Bei den Kongresswahlen des Jahres 1870 wurde Harmer im fünften Wahlbezirk von Pennsylvania in das US-Repräsentantenhaus in Washington, D.C. gewählt, wo er am 4. März 1871 die Nachfolge von Caleb Newbold Taylor antrat. Nach einer Wiederwahl konnte er bis zum 3. März 1875 zunächst zwei Legislaturperioden im Kongress absolvieren. Im Jahr 1874 unterlag er dem Demokraten John Robbins. Bei den Wahlen des Jahres 1876 wurde Harmer erneut im fünften Distrikt seines Staates in den Kongress gewählt, wo er am 4. März 1877 Robbins wieder ablöste. Nach elf Wiederwahlen konnte er bis zu seinem Tod am 6. März 1900 im US-Repräsentantenhaus verbleiben. In diese Zeit fiel unter anderem der Spanisch-Amerikanische Krieg von 1898.